# Centro Psíquico de Adolescência e Infância
O Centro Psíquico de Adolescência e Infância (CEPAI) é um centro hospitalar psiquiátrico localizado na cidade brasileira de Belo Horizonte. Foi inaugurado em 1947.
O CEPAI, que já foi denominado Hospital de Neuropsiquiatria Infantil (HNPI) e Centro Psicopedagógico (CPP). Tem por missão o acolhimento, tratamento e a inclusão social de crianças e adolescentes por meio da assistência ambulatorial secundária e hospitalar aos usuários do  Sistema Único de Saúde (SUS). 
Atualmente, o CEPAI ocupa um lugar de referência na atenção às crianças e adolescentes de Minas Gerais com distúrbios mentais mais complexos, bem como centro para a formação de profissionais da Rede SUS.

## Origem
Inaugurado no governo de Milton Campos em 1947, o atual Centro Psíquico de Adolescência e Infância (CEPAI) apresentava a denominação de Hospital de Neuropsiquiatria Infantil (HNPI). Juntamente ao HNPI foi criado o Instituto de Psicopedagogia. Teve como psicóloga Maria Auxiliadora de Souza Brasil, responsável pelo início da prestação de serviço de caráter psicológico.
Dessa maneira, “o Hospital seria destinado à hospitalização e tratamento das crianças e o Instituto de Psicopedagogia seria destinado à classificação e orientação pedagógica de crianças anormais” . De forma geral, o Hospital de Neuropsiquiatria Infantil visava “prestar os primeiros cuidados às crianças portadoras de distúrbios mentais até a idade de 16 anos” 
Contando com as ações de incentivo e apoio do médico Austregésilo Ribeiro de Mendonça, o antigo Hospital Militar pôde ser reformado e equipado para se transformar no novo centro médico que era o HNPI. As verbas para a implantação do Hospital foram adquiridas pelo médico Adauto Botelho (responsável pelo Serviço Nacional de Doenças Mentais à época).

## Evolução
Até o ano de 1949 o Hospital de Neuropsiquiatria Infantil funcionava apenas com o atendimento em regime ambulatorial, contudo, após esse ano o serviço de internações foi iniciado.
O médico Bernardino Alves foi o primeiro diretor do HNPI, todavia, foi na direção do também médico José Abranches Gonçalves que o Hospital de Neuropsiquiatria Infantil começou a ser modificado de fato. Em seus 21 anos de gestão, José Gonçalves “apontou os graves problemas existentes no traçado institucional, denunciando o aumento de internações causado, sobretudo, pela falta de atendimento psiquiátrico extramural e pela redução de tratamento nas esferas tradicionais, como eletroconvulsoterapia, insulinoterapia e psicofármacos.” 
Em 1969, sob a direção do médico José Raimundo da Silva Lippi, o HNPI passou efetivamente a oferecer serviços de pedagogia a partir da reestruturação do serviço social, do serviço de enfermagem e da organização do setor de arquivos. Nos anos de 1973, com a justificativa de que pesquisas demonstravam que 70% da clientela do HNPI “era portadora de distúrbios de escolaridade, da fala ou de conduta (distúrbios estes que interferiam em seu rendimento escolar)”  foi criada a Unidade Psicopedagógica (UNP). Essa nova Unidade almejava a prestação de atendimento gratuito às crianças de escolas públicas que apresentassem distúrbios de aprendizagem. Assim, em 1975 a UNP se desvincula do HNPI e se torna independente. Todavia, a falta da fundação de outras unidades psicopedagógicas acabou por sobrecarregar e comprometer o atendimento da UNP. 
Além disso, em 1979 ocorreu o III Congresso Mineiro de Psiquiatria em Minas Gerais, que contribuiu para o aumento dos problemas da Unidade Psicopedagógica. Nesse Congresso, que contou com a presença de Franco Basaglia, psiquiatras, médicos e jornalistas, se almejava o fim dos maus tratos e dos métodos coercitivos no tratamento dos pacientes. Logo, por intermédio do III Congresso Mineiro, tivemos  a denúncia de abusos feitos à menores no Hospital Colônia (localizado na cidade mineira de Oliveira); fato que ocasionou a transferência dos pacientes de Oliveira para a UNP e gerou a sobrecarga da Unidade consequentemente.
Já em 1980, com acusações feitas também a UNP e ao HNPI, a Fundação Hospitalar do Estado de Minas Gerais (FHEMIG) opta por reunificar as duas instituições para tentar solucionar os problemas. Assim, em 9 de julho de 1980 a Unidade Psicopedagógica e o Hospital de Neuropsiquiatria Infantil se unem com a denominação de Centro Psicopedagógico (CPP). Entretanto, a fusão “trouxe problemas para os critérios de internação e alta dos pacientes, decisões fundamentais para o funcionamento clínico e administrativo do CPP” 
De 1980 a 1984, no anseio de resolver empecilhos antigos, o CPP realizou capacitação de atendentes, introdução de equipes interdisciplinares e de diagnósticos que acabaram por conferir viabilidade ao funcionamento da nova instituição.
Em 2007 o CPP passou a ser chamado de Centro Psíquico de Adolescência e Infância (CEPAI) devido a "um ato da presidência da FHEMIG, em consonância a uma solicitação do corpo clínico, uma vez que o nome Centro Psicopedagógico não correspondia à sua missão assistencial de referência em Psiquiatria da Infância e da Adolescência." 
Hoje, o Centro Psíquico de Adolescência e Infância "é referência no Estado de Minas Gerais e no Município de Belo Horizonte na Atenção em Saúde Mental da Criança e do Adolescente, para os casos de maior complexidade, bem como centro de excelência de referência nacional na formação de profissionais da Rede SUS" 

## Perfil assistencial
- Serviço de Urgência em Psiquiatria.[1]
- Serviço de Atendimento à Crise: Psiquiatria, Neurologia, Psicologia, Terapia Ocupacional, Serviço Social, Fonoaudiologia, e Fisioterapia.[1]
- Dispositivos de tratamento: Alojamento Conjunto, Leito-Crise, Permanência-Dia, Oficina Terapêutica, Ambulatório e Lar Abrigado.[1]